# 降丹参酮
降丹参酮（英語：Nortanshinone）是一种多环有机化合物，分子式C17H12O4，属于一种丹参酮类化合物，存在于在丹参（Salvia miltiorrhiza）、甘西鼠尾草（Salvia przewalskii）、云南鼠尾草（Salvia yunnanensis）等植物中。